# Taubenturm (Abbaye de Bohéries)

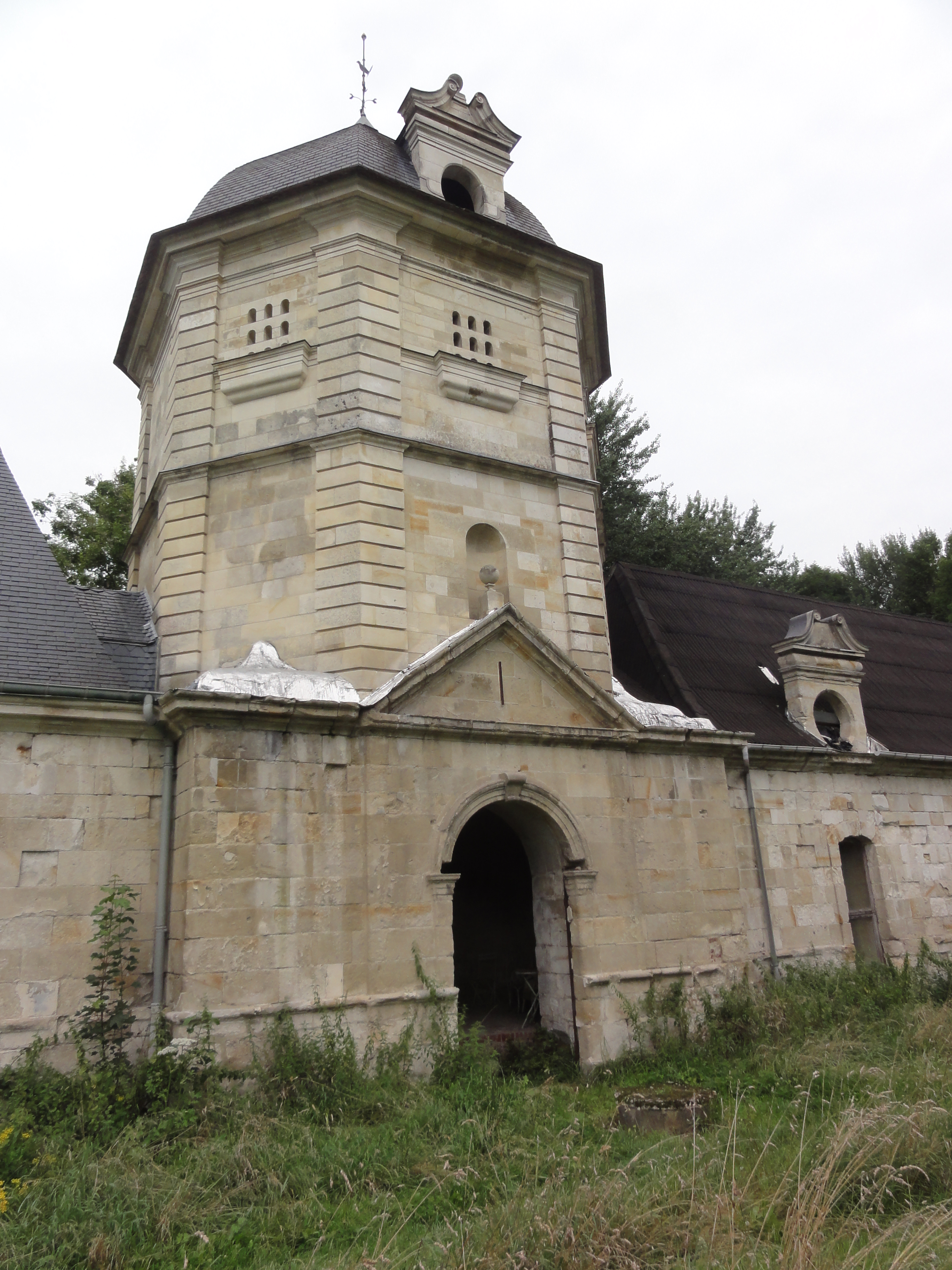
Taubenturm in Vadencourt

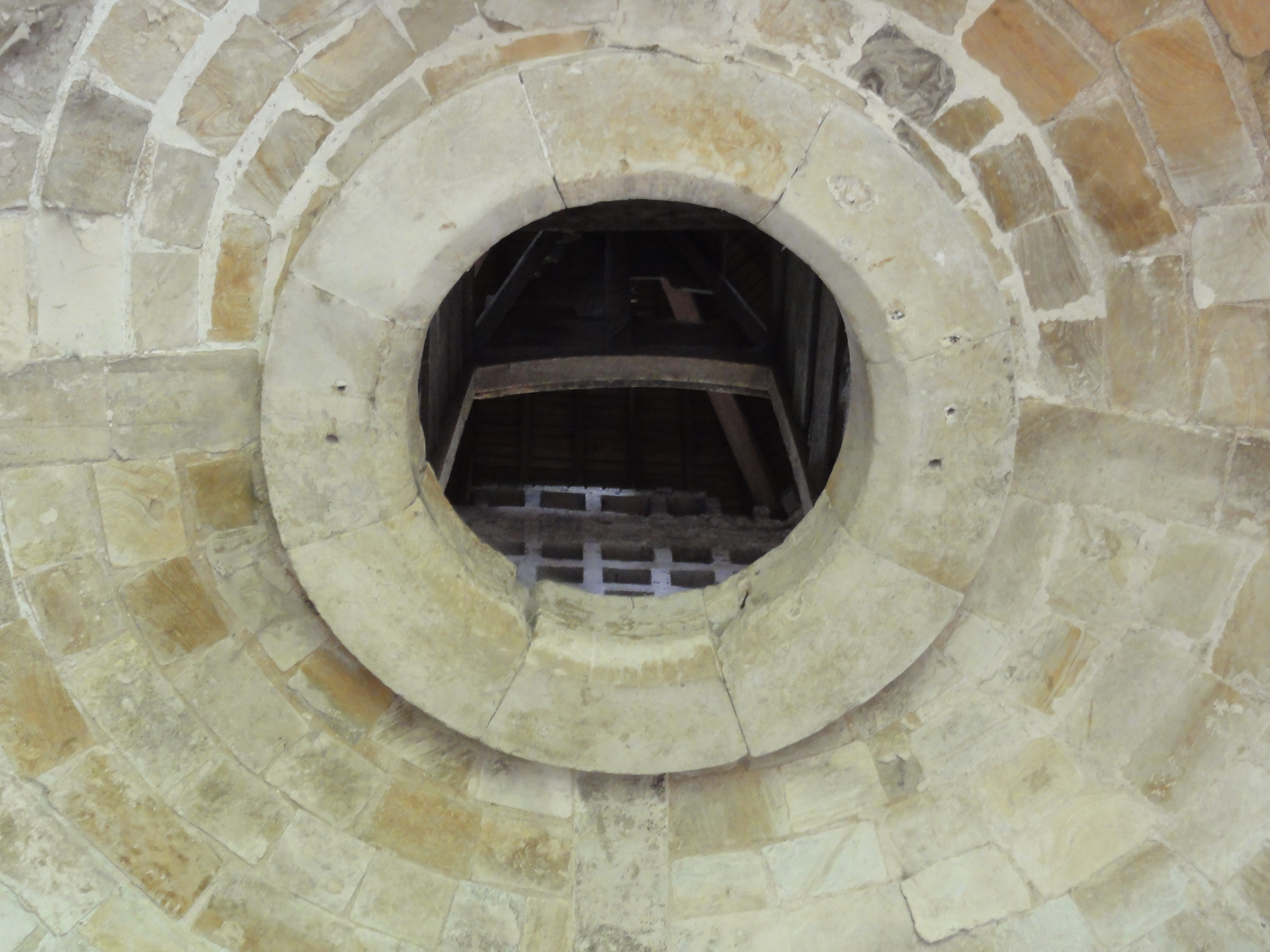
Detail

Der Taubenturm (französisch colombier oder pigeonnier) der ehemaligen Abbaye de Bohéries in Vadencourt, einer französischen Gemeinde im Département Aisne in der Region Hauts-de-France, wurde im 18. Jahrhundert errichtet. Der Taubenturm steht als Teil des Bauensembles seit 1995 als Monument historique auf der Liste der Baudenkmäler in Frankreich.
Der achteckige Taubenturm ist in die Umfassungsmauer der Abtei integriert.